# 杨健立
杨健立（1983年4月30日—），馬來西亞男子跳水運動員。在馬來西亞的跳水界有「跳水第一人」的美譽。

## 簡歷
2010年11月，楊健立代表馬來西亞參加廣州亞運會，出戰男子1米跳板、3米跳板及雙人3米跳板三個項目。他先與小將布赖恩·尼克松·洛马斯合作贏得雙人3米跳板銀牌，再在個人奪得兩面銅牌的佳績。
2012年8月，杨健立于伦敦奥运会男子3米跳板项目中闯入决赛，这是马来西亚首次有运动员能在奥运会个人跳水项目中晋身决赛。

## 主要成績
- 2010年 亞洲運動會 男子雙人3米跳板 銀牌
- 2010年 亞洲運動會 男子3米跳板 銅牌
- 2010年 亞洲運動會 男子1米跳板 銅牌